# 矛剑球虫
矛剑球虫（学名：Xiphosphaera gaea）为针球虫科剑球虫属的动物。分布于中太平洋，包括南海等海域。